# Дикзе
Ди́кзе (нем. Dieksee) — озеро в Шлезвиг-Гольштейне, площадью 375 га. Относится к бассейну реки Швентине.